# Арредондо
Арредондо (ісп. Arredondo) — муніципалітет в Іспанії, у складі автономної спільноти Кантабрія. Населення — 525 осіб (2009).
Муніципалітет розташований на відстані близько 320 км на північ від Мадрида, 26 км на південний схід від Сантандера.
На території муніципалітету розташовані такі населені пункти: Алісас, Арредондо (адміністративний центр), Асон, Ель-Авельяналь, Ла-Іглесія, Росіас, Ла-Роса, Сокуева, Табладільйо, Валь-дель-Асон.

## Демографія
Динаміка населення (INE ):

## Галерея зображень

Розташування муніципалітету